# Robert Browning
Robert Browning (London, 7. V. 1812 – Venecija, 12. XII. 1889) – engleski pjesnik i dramatik, poznat po narativnoj poeziji. Dugo vremena živio u Italiji.

## Citat
- „Ostari sa mnom. Najbolje tek dolazi.”[8] (Rabbi ben Ezra[9])

## Vanjske poveznice
- Robert Browning, The Ring and the Book  Arhivirana inačica izvorne stranice od 8. rujna 2015. (Wayback Machine)
- Robert Browning, Men and Women
- Robert Browning, Dramatic Romances
- Robert Browning, Pippa passes. With an introduction by Arthur Symons and a portrait of Browning by J.C. Armytage
- Robert Browning, Meeting at Night (audio)
- Sintija Čuljat, Robert Browning’s Dramatic Monologue as a Medium of Intransigence